# Kishshati
Kishshati fou un títol assiri. Els reis d'Assíria portaven el títol de Shar Kishshati, que es traduiria per «rei del món» o arba-kishshati («rei dels Quatre Cantons del Món»). En temps de Sargon II el títol era considerat equivalent a «rei de tot».
Encara que portat pels sobirans accadians el rei de Babilònia Melishikhu o Meli-shipak (1188-1173 aC) també el va portar durant els 15 anys que va durar el seu pròsper regnat.